# 长春堡镇
长春堡镇，是中华人民共和国贵州省毕节市七星关区下辖的一个乡镇级行政单位。

## 行政区划
长春堡镇下辖以下地区：
长春堡村、王官村、清塘村、干堰村、滑石村、垭关村、阳鹊沟村、裸依村、河桩村、犀牛村、清丰村、宋官村、下伍村、蔡官村、王丰村、水营村、松营村、三道水村、张官村和沈家屯村。